# Evangelische Kirche (Werleshausen)

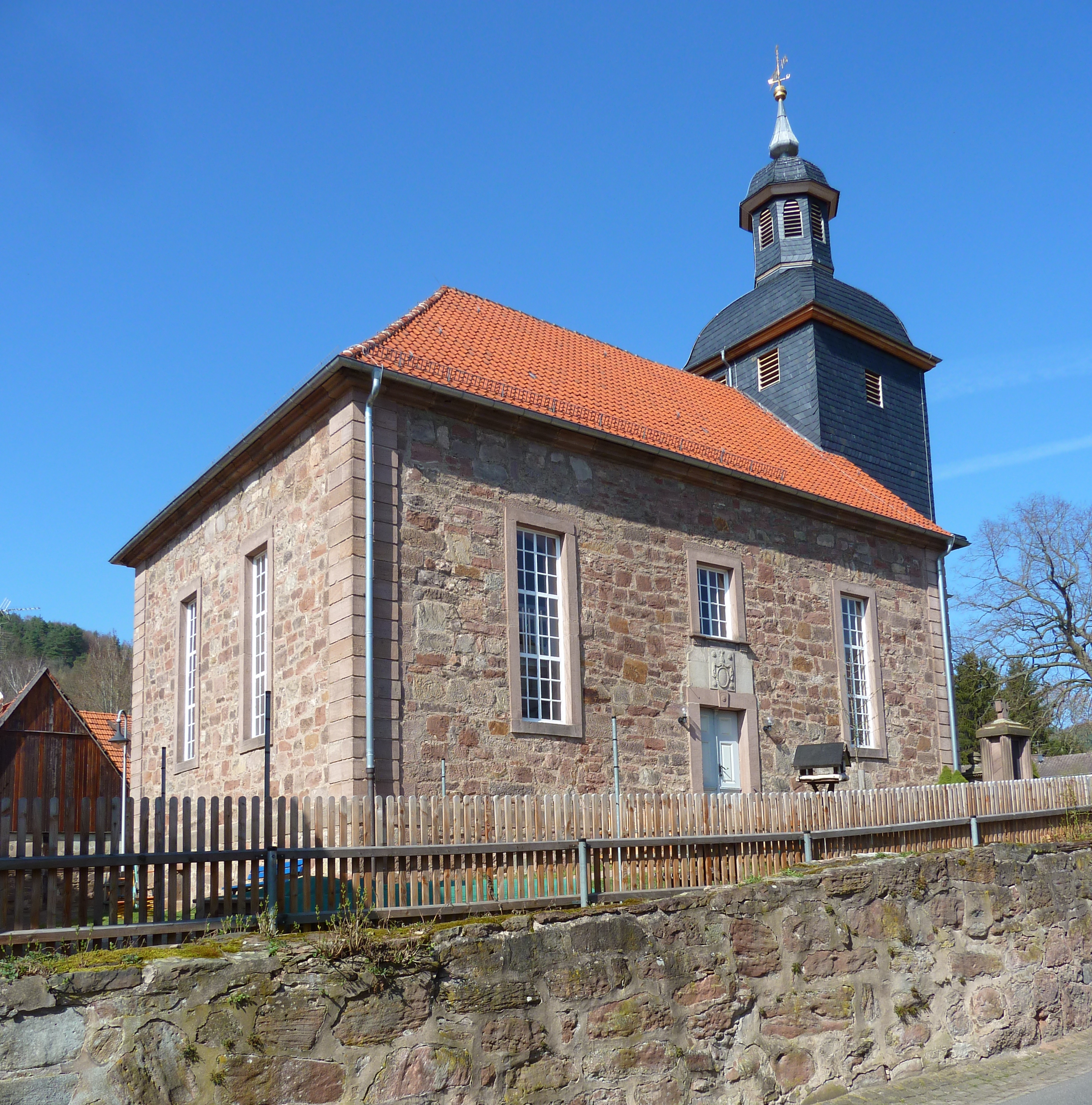
Evangelische Kirche in Werleshausen

Die Evangelische Kirche Werleshausen ist ein denkmalgeschütztes Kirchengebäude, das in Werleshausen steht, einem Stadtteil von Witzenhausen im Werra-Meißner-Kreis in Hessen. Die Kirchengemeinde gehört zum Kirchenkreis Werra-Meißner im Sprengel Kassel der Evangelischen Kirche von Kurhessen-Waldeck. Schirmherr der Kirche ist die Familie von Hanstein.

## Beschreibung
Die Saalkirche wurde 1803–06 auf den Grundmauern einer älteren Steinkirche gebaut, die zu klein geworden war, wobei nur geringe Reste der alten Grundmauern erhalten blieben. 
Die oberen Geschosse des Kirchturms bestehen aus verputztem Holzfachwerk. In seinem Glockenstuhl hängen zwei Kirchenglocken.
| 0Bezeichnung0 | Schlagton | Gewicht | Gussjahr | Gießer                             | Inschrift                                                                             |
| ------------- | --------- | ------- | -------- | ---------------------------------- | ------------------------------------------------------------------------------------- |
| Große Glocke  | b′        | 450 kg  | 1956     | Glocken- und Kunstgießerei Rincker | GOTTES WORT KENNT KEINE GRENZEN                                                       |
| Kleine Glocke | c″        | 300 kg  | 1925     | Gebr. Ulrich                       | GEDENKET DES TODES, SO RUF ICH EUCH ALLEN. GEDENKET AUCH DERER, DIE FÜR EUCH GEFALLEN |

An der Süd- und der Nordseite der Kirche ist je ein Portal, einen weiteren Eingang gibt es am Turm zur Sakristei. Der Kanzelaltar aus dem Jahre 1806 wird eingerahmt von vier hohen korinthischen Säulen. 
Die kleine Orgel mit sieben Registern und einem Manual wurde 1971 vom Göttinger Orgelbaumeister Frerichs in ein vorhandenes Orgelgehäuse eingebaut. 